# 石動信用金庫
石動信用金庫（いするぎしんようきんこ、英語：Isurugi Shinkin Bank）は、富山県小矢部市に本店を置く信用金庫である。
店舗は本店を含めて4店舗であり、日本で最も店舗数の少ない信用金庫である。

## 沿革
- 1914年（大正3年）11月 - 石動金物信用購買販売組合として設立。
- 1921年（大正10年）1月 - 石動信用購買販売組合(無限責任)に改組。
- 1923年（大正12年）11月 - 有限責任組合に組織変更。
- 1929年（昭和4年）2月 - 石動信用組合に組織変更。
- 1940年（昭和15年）10月 - 石動信用購買販売利用組合に改組。
- 1944年（昭和19年）2月 - 農業団体法に基づく石動町農業会に移行し信用事業を行う。
- 1948年（昭和23年）8月 - 産業組合法に基づく石動信用組合を再設立。
- 1950年（昭和25年）4月 - 中小企業等信用協同組合法に基づく石動信用組合に組織変更。
- 1951年（昭和26年）12月 - 信用金庫法に基づき石動信用金庫に組織変更。
- 1968年（昭和43年）11月22日 - 本店（鉄筋コンクリート造3階建て一部4階建て、延床面積1,200m2）が竣工[2][3]。中央町の旧本店から移転し、同年11月25日から開店[3]。
- 2021年（令和3年）11月 - 耐震工事および内外装のリニューアル工事を行う（2022年（令和4年）10月まで）[2]。
- 2023年（令和5年）11月6日 - 2階建て別館を増築した本店がリニューアルオープン（設計・監理は鈴木一級建築士事務所、施工は石黒工建、片山土建共同企業体）[4][2]。
- 2024年（令和6年）
  - 4月 - 石の文字をモチーフとした現在のロゴマークに刷新[5][6]。
  - 4月8日 - 磁気の影響を受けにくいHi-Co通帳を導入(Hi -Co通帳に対応していない 他の信用金庫ATMではHi -Co通帳は使えない。)[7][6]。

## 営業区域・店舗

### 営業区域
石動信用金庫の営業区域は次のとおり。富山県内の信用金庫では、唯一県外に営業区域を定めている。
- 富山県全域
- 石川県：金沢市、河北郡津幡町・内灘町、野々市市、白山市（旧松任市ならびに旧石川郡鶴来町の区域のみ）

### 店舗
小矢部市内に3店舗あり、残り1店舗は県庁所在地の富山市にはなく、石川県金沢市に置いている。北陸地方（北陸3県）の信用金庫では唯一、県外の店舗を設置している。
| 店舗コード | 店舗名   | 所在地                       |
| ---------- | -------- | ---------------------------- |
| 001        | 本店     | 小矢部市石動町13番13号       |
| 002        | 福町支店 | 小矢部市西福町9番7号         |
| 003        | 中央支店 | 小矢部市中央町4番25号        |
| 004        | 金沢支店 | 金沢市浅野本町一丁目15番25号 |

## ATMについて
ATMでは、北陸地方3県（富山県・石川県・福井県）内に本店を置く信用金庫（しんきん北陸トライアングルネットワークATMサービス）のカードに限ってATM利用時間内に関わらず入出金手数料が終日無料で利用できるほか、北陸3県以外の信用金庫（しんきんATMゼロネットサービス）のカードでも平日8時45分から18時の入出金・土曜9時から14時の出金に限り手数料が無料で利用できる。

## ATMベンダ
オムロンのJX-ATMまたはLeadusのAK-1(オムロン仕様)を採用している。
かつては、オムロンのHX-ATM及びIX-ATMも使用していた。

## 石動しんきんカードATM手数料無料化について
石動しんきんのキャッシュカード及びローンカードは、全国いたるところの信用金庫、銀行、信用組合、郵便局、JA、コンビニなどのATMで利用しても利用手数料が利用日当日（原則的には即時）にキャッシュバックされるため実質無料となる（一部のATMを除く）。また、平日及び土曜の時間外、日曜、祝休日の引出し、預入れがすべて実質無料となる。
石動信用金庫以外のATMの利用の際に支払った利用手数料は、利用日当日（原則的には即時）にキャッシュバックされる。そのため、ATMの利用の際に支払う利用手数料以上の預金残高がATMでの要手数料取引利用後にない場合は、残高不足になる。
なお同じ北陸内に所在する氷見伏木信用金庫でも同様のサービスを実施している。